# Distrito administrativo del Jura bernés
El Distrito administrativo del Jura bernés (en francés Arrondissement administratif du Jura bernois) es uno de los diez nuevos distritos administrativos del cantón de Berna. Tiene una superficie de 541 km². La capital del distrito es Courtelary.

## Geografía
Situado en parte en la cordillera del Jura en la región conocida como Jura bernés, la región francófona del cantón de Berna, también se encuentra en el área de influencia de la ciudad de Biel/Bienne, en la región conocida como Seeland. El distrito incluye una pequeña parte del lago de Bienne.
El distrito del Jura bernés limita al norte con el distrito de Delémont (JU), al este con los de Thierstein (SO), Thal (SO) y Lebern (SO), al sur con los de Biel/Bienne y Seeland, y al oeste con los de Neuchâtel (NE), Val-de-Ruz (NE) y Franches-Montagnes (JU).

## Historia
Creado de la fusión de los antiguos distritos de Courtelary, Moutier y La Neuveville tras la entrada en vigor de la nueva organización territorial del cantón de Berna. El nuevo distrito engloba el área de la histórica región del Jura bernés bajo soberanía bernesa. El distrito es el único oficialmente francófono.

## Comunas
| Distrito administrativo del Jura bernés | Distrito administrativo del Jura bernés | Distrito administrativo del Jura bernés |
| Comunas                                 | Población (31.12.2014)                  | Superficie km²                          |
| --------------------------------------- | --------------------------------------- | --------------------------------------- |
| Belprahon                               | 311                                     | 3.79                                    |
| Champoz                                 | 154                                     | 7.11                                    |
| Corcelles                               | 215                                     | 6.78                                    |
| Corgémont                               | 1650                                    | 17.60                                   |
| Cormoret                                | 494                                     | 13.43                                   |
| Cortébert                               | 717                                     | 14.75                                   |
| Court                                   | 1432                                    | 24.60                                   |
| Courtelary                              | 1353                                    | 22.24                                   |
| Crémines                                | 550                                     | 9.35                                    |
| Eschert                                 | 359                                     | 6.56                                    |
| Grandval                                | 373                                     | 8.21                                    |
| La Ferrière                             | 546                                     | 14.23                                   |
| La Neuveville                           | 3682                                    | 6.80                                    |
| Loveresse                               | 335                                     | 4.64                                    |
| Mont Tramelan                           | 114                                     | 4.64                                    |
| Moutier                                 | 7629                                    | 19.53                                   |
| Nods                                    | 741                                     | 26.70                                   |
| Orvin                                   | 1194                                    | 21.43                                   |
| Perrefitte                              | 434                                     | 8.67                                    |
| Péry-La Heutte                          | 1844                                    | 23.57                                   |
| Petit-Val                               | 411                                     | 23.73                                   |
| Plateau-de-Diesse                       | 2061                                    | 25.52                                   |
| Rebévelier                              | 44                                      | 3.52                                    |
| Reconvilier                             | 2329                                    | 8.23                                    |
| Renan                                   | 854                                     | 12.62                                   |
| Roches                                  | 211                                     | 8.97                                    |
| Romont                                  | 203                                     | 7.07                                    |
| Saicourt                                | 605                                     | 13.75                                   |
| Saint-Imier                             | 5083                                    | 20.86                                   |
| Sauge                                   | 828                                     | 13.47                                   |
| Saules                                  | 162                                     | 4.25                                    |
| Schelten                                | 40                                      | 5.61                                    |
| Seehof                                  | 68                                      | 8.42                                    |
| Sonceboz-Sombeval                       | 1917                                    | 15.03                                   |
| Sonvilier                               | 1238                                    | 23.78                                   |
| Sorvilier                               | 265                                     | 7.02                                    |
| Tavannes                                | 3572                                    | 14.65                                   |
| Tramelan                                | 4390                                    | 24.88                                   |
| Valbirse                                | 3919                                    | 18.72                                   |
| Villeret                                | 917                                     | 16.22                                   |
| Total (40)                              | 53 318                                  | 540.95                                  |

### Cambios

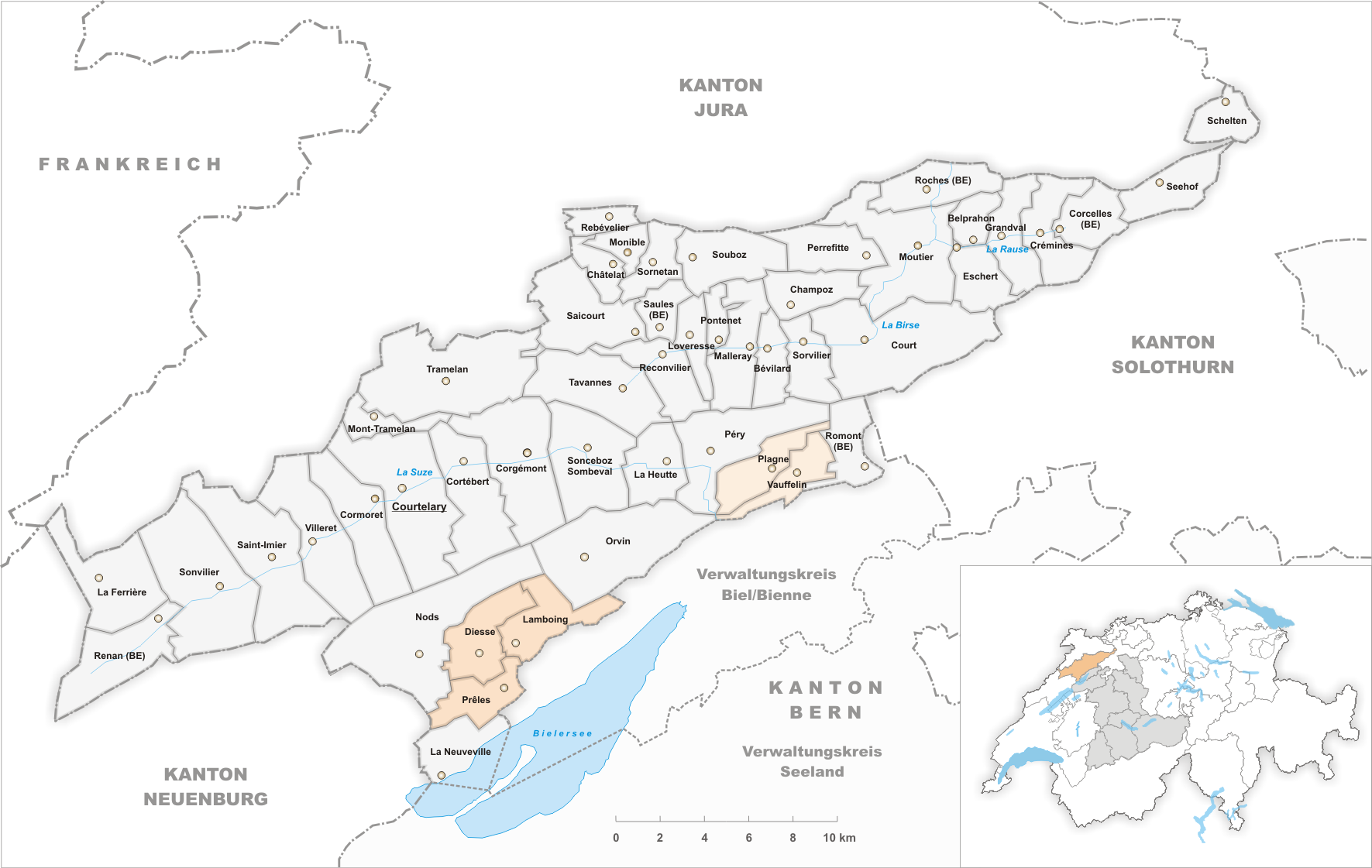
Comunas hasta 2013
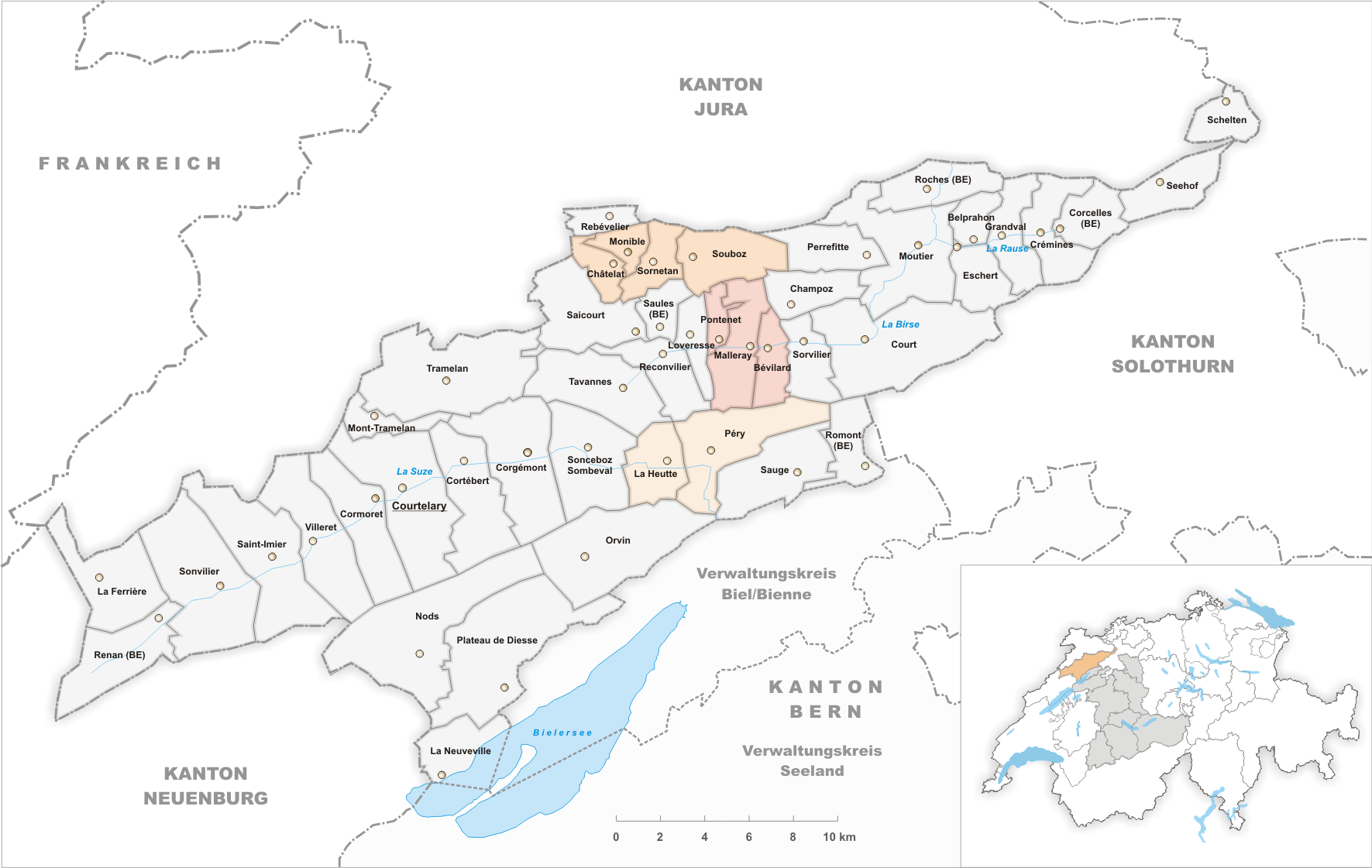
Comunas hasta 2014

### Fusiones
- 2014: Plagne y Vauffelin  →  Sauge
- 2014: Diesse, Lamboing y Prêles  →  Plateau de Diesse
- 2015: La Heutte y Péry  →  Péry-La Heutte
- 2015: Bévilard, Malleray y Pontenet  →  Valbirse
- 2015: Châtelat, Monible, Sornetan y Souboz  →  Petit-Val